# Такач, Рональд Александрович
Рональд Александрович Такач (укр. Рональд Олександрович Такач, венг. Takács Ronald; род. 26 января 1998, Вышково, Закарпатская область) — венгерский футболист, полузащитник клуба «Дьирмот».

## Биография

### Клубная карьера
Уроженец села Вышково (Хустский район, Закарпатская область). Начинал карьеру в академии донецкого «Шахтёра». Позже переехал в Венгрию, где выступал в молодёжных составах «Дебрецен» и МТК. 17 июля 2016 года провёл дебютный матч в составе МТК в чемпионате Венгрии 2016/2017 — матч 1-го тура против «Вашаша» (вышел на 78-й минуте). В 2019 году выступал в Словакии в братиславском «Интере», зимой находился на просмотре в жодинском «Торпедо».

### Карьера в сборной
Такач выступал за сборные Венгрии до 18 и до 19 лет, имея право выбора между сборными Венгрии и Украины.
В 2018 году участвовал в составе сборной Закарпатья в чемпионате мира ConIFA (чемпионат сборных непризнанных государств и малых народов), с которой стал чемпионом мира: в матче группового этапа против Тибета оформил дубль, в четвертьфинале против сборной Каскадии отметился голом. Украинская ассоциация футбола расценила выступление сборной Закарпатья как подрыв репутации, а Служба безопасности Украины — как пропаганду сепаратизма в Закарпатье.
В октябре 2018 года как уроженец Украины Такач был пожизненно дисквалифицирован Украинской ассоциацией футбола, а также занесён на сайт «Миротворец» как участник антиукраинских мероприятий.

## Клубная статистика
| Клуб               | Сезон | Чемпионат | Чемпионат | Кубок | Кубок | Еврокубки | Еврокубки | Итого | Итого |
| Клуб               | Сезон | Игры      | Голы      | Игры  | Голы  | Игры      | Голы      | Игры  | Голы  |
| ------------------ | ----- | --------- | --------- | ----- | ----- | --------- | --------- | ----- | ----- |
| МТК (Будапешт)     |       |           |           |       |       |           |           |       |       |
| 2016/17            | 4     | 0         | 2         | 1     | –     | –         | 6         | 1     |       |
| 2017/18            | 9     | 1         | 2         | 0     | –     | –         | 11        | 1     |       |
| 2018/19            | 1     | 0         | 1         | 0     | –     | –         | 2         | 0     |       |
| Итого              | 14    | 1         | 5         | 1     | 0     | 0         | 19        | 2     |       |
| Интер (Братислава) |       |           |           |       |       |           |           |       |       |
| 2019/20            | 9     | 0         | 0         | 0     | –     | –         | 9         | 0     |       |
| Итого              | 9     | 0         | 0         | 0     | 0     | 0         | 9         | 0     |       |
| Будафок            |       |           |           |       |       |           |           |       |       |
| 2020/21            | 11    | 0         | 0         | 0     | –     | –         | 11        | 0     |       |
| Итого              | 11    | 0         | 0         | 0     | 0     | 0         | 11        | 0     |       |
| Итого за карьеру   |       | 34        | 1         | 5     | 1     | 0         | 0         | 39    | 2     |

Статистика по состоянию на 5 февраля 2021.